# Nickelodeon (mozi)

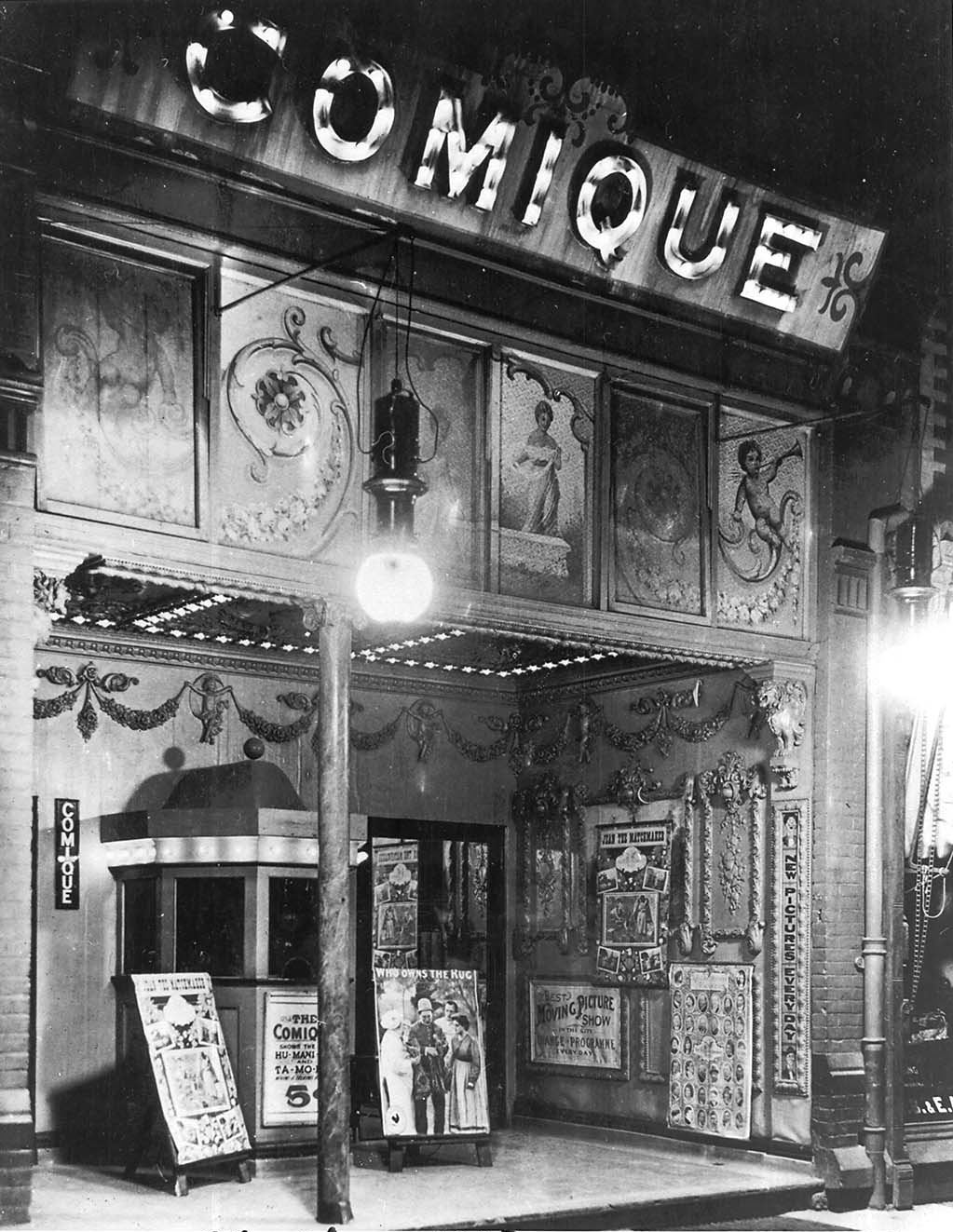
Nickelodeon

A nickelodeon ötcentes mozi. Nevét a nickel (az ötcentes pénzérme elnevezése) és az odeon (görögül: színházterem) szavak összetételéből kapta.
Amerikában hozták létre az első nickelodeonokat 1905-ben, melyekben rövid 1-2 tekercses (kb. 10–20 perces) némafilmeket mutattak be. A nickelodeonok olcsóságuk miatt nagy népszerűségnek örvendtek az alacsonyabb iskolázottságú és szegényebb néprétegek között.
A nickelodeonok tulajdonosai között olyan későbbi fontos producerek találhatóak, mint Adolf Zukor és William Fox.
A hangosfilm terjedésével és az egyre hosszabb filmek térhódítása miatt a nickelodeonok elvesztették piacukat, átadva helyüket a mozinak.